# András Róna-Tas
András Róna-Tas (Boedapest, 30 december 1931) is een Hongaars taalkundige en oriëntalist, met het specialisme Tibetaans, Mongools en Turks.
Róna-Tas verrichtte in 1957-58 antropologisch veldwerk in Mongolië, terwijl hij de taal, cultuur en folklore bestudeerde van de nomadische stammen in dat land. In het midden van de jaren zestig richtte hij zich op de Tsjoevasjen van het midden van het Wolgabekken. In 1971 ontving hij zijn doctoraat met de thesis De theorie van de linguïstische affiniteit en de linguïstische relaties tussen het Tsjoevasjisch en Mongools, dat hij publiceerde onder Linguistic Affinity in 1978.
Tussen 1968-2002 was Róna-Tas professor in de Altaïsche talen en vroeg-Hongaarse geschiedenis aan de Universiteit van Szeged en daarop professor emeritus. Hij publiceerde meer dan driehonderd boeken, papers, monografieën en reviews. Zijn magnum opus publiceerde hij in 1996 en de uitgebreide en in het Engels vertaalde versie hiervan, The Landtaking Hungarians, verscheen in 1999.
In aanvulling op zijn werk over de vroege Hongaren, publiceerde Róna-Tas over andere Euraziatische maatschappijen, zoals de Tibetanen, Kyptsjaken, Chazaren, Oguzen en Alanen. In 1996 ontving hij de Humboldtprijs.